# Kwas ursolowy
Kwas ursolowy, kwas ursanowy – organiczny związek chemiczny, z grupy terpenoidów, pochodna ursanu.
Kwas ursolowy występuje najczęściej w postaci wolnej, ale tworzy też pochodne glikozydowe, glikozydoestrowe i estrowe.
Kwas ursolowy, podobnie jak inny triterpenoid pentacykliczny, kwas oleanolowy, występuje powszechnie u roślin klasy dwuliściennych, we wszystkich częściach rośliny, to jest w korzeniu, łodydze, liściach, kwiatach, owocach i nasionach.
Izolowany z liści gatunku mącznica lekarska Arctostaphylos uva ursi (Ericaceae) – stąd nazwa. Występuje w wielu gatunkach rodziny Ericaceae, liściach jemioły Viscum album (Loranthaceae), szałwii lekarskiej Salvia officinalis (Lamiaceae) i głogów Crataegus (Rosaceae)
Wykazuje liczne właściwości farmakologiczne, takie jak działanie przeciwwirusowe, przeciwbakteryjne, grzybo- i pierwotniakobójcze, przeciwbólowe, przeciwnowotworowe, oraz przeciwcukrzycowe, moduluje także funkcjonowanie układu immunologicznego i krwionośnego, zmniejsza stężenie cholesterolu w surowicy krwi.